# 卜凤刚
卜凤刚（1930年—1983年10月6日），原名卜凤殿，中国人民解放军第四野战军著名战斗英雄，解放军海军驻某火炮厂总军代表。战斗事迹被写入《红旗飘飘》第十八辑与苏联作家西蒙诺夫的《战斗着的中国》。

## 生平
出生于辽宁省岫岩县汤沟镇古石村一个雇农家庭。原名卜凤殿。自小放牛，只读八个月私塾。16岁时借用其兄的名字“卜凤刚”在黄花甸区政府报名参军，加入东北民主联军辽南军区岫岩县大队。后随队升编入东北民主联军第四纵队十二师三十四团一营一连一班当战士。参加过30多次战斗，1948年1月在解放辽阳战役中立功，升任副班长。1948年8月加入中国共产党。1948年10月10日至15日的辽沈战役塔山阻击战中，随所属连坚守最突出的塔山堡东侧五号阵地，顽强抗击国军侯镜如第17兵团数个师的轮番进攻。战至第3天，全连战前178人仅剩7人，卜凤刚所在一班12人仅剩三人。战斗中卜凤刚三处负伤，最后腰缠8颗手榴弹，率领一名战士冲入被火力压制在阵前的国军“赵子龙”师（独95师）两个营的敢死队余部，高举揭开盖子的手榴弹，高喊“锦州已经被我们占领了！你们什么办法也没有了！投降吧！”俘敌副营长以下124人。为此，卜凤刚荣立特等功，成为所在团（“塔山英雄团”）因此战荣获第四野战军最高荣誉“毛泽东奖章”的四人之一，并被四纵授予“独胆英雄”称号。
1949年后，卜凤刚先后被送入军事速成小学、军事速成中学、陆军步校、海军预校、大连海校等五所军校补习文化知识，学习专业科学技术。1955年转入海军，1961年5月从大连海校火炮指挥系毕业后，成为海军驻厂军代表。先后在内蒙古、黑龙江的四个军工厂参加筹建军代表室，组织了两型火炮的科研及生产线的建设工作。1968年调任海军驻黑龙江省某厂军代室军代表，担任研制和监造一种新型火炮的领导小组组长，为海军威力最大的某新型双联舰炮的审计、生产定型、质量性能该进呕心沥血十五年。1971年3月担任驻厂副总军代表。1978年12月担任驻厂总军代表。该装备于1978年荣获全国科学大会奖。1981年9月29日发现身患恶性胸膜间皮瘤。1982年8月海军“双先”大会上，卜凤刚被评为“建设社会主义精神文明先进干部”，受到海军党委的通令表彰。1982年9月3日在海军总医院做了开胸手术，术后海军政治委员李耀文来病房探视。1983年1月被任命为海军驻沈阳地区军事代表办事处副师职巡视员。1983年9月病情恶化，10月6日6时零7分在北京世逝，殁年53岁。1983年10月13日，卜凤刚的骨灰盒安放到沈阳市革命公墓。
东野四纵首长吴克华（纵队司令员）、胡奇才（纵队副司令员）、莫文骅（纵队政治委员）、欧阳文（纵队副政委兼政治部主任）在五六十年代的回忆塔山阻击战的文章中均提到了卜凤刚英勇战斗事迹。卜凤刚生前从来不提自己曾是四野著名战斗英雄，隐功埋名三十年。位于锦州市的辽沈战役纪念馆直至1983年10月10日才从报道卜凤刚去世的《辽宁日报》上发现了他在建国后的去向。
1984年2月，《人民日报》、《解放军报》等主要报刊均以整版篇幅介绍了卜凤刚的事迹。国家副主席乌兰夫撰文“优秀共产党员卜凤刚是我们学习的楷模”。

## 纪念
- 海军驻齐齐哈尔某军代表室的卜凤刚事迹陈列馆[8]

## 家人
- 卜凤刚，卜凤殿（卜凤刚）之兄[1]
- 秦金枝：卜凤刚妻子。卜凤刚生前秦金枝在大集体工作。[4]1991年10月23日，秦金枝到辽沈战役纪念馆参观。[9]
- 卜作林：卜凤刚长子。1975年-1979年在北大荒某农场当知青。[4]
- 卜恩国：卜凤刚儿子，大专文化，2000年左右成为弹药研制监造军代表。[10]
- 卜嘉单：卜凤刚孙女、2008年刚刚入伍的大学生军代表[8]